# Луис Ечеверија
Луис Ечеверија Алварез (енгл. Luis Echeverría Álvarez; Мексико Сити, 17. јануар 1922 — Куернавака, 8. јул 2022) био је мексички политичар и председник Мексика од 1970. до 1976. Са напуњених 100 година живота 17. јануара 2022, био је најстарији живи бивши председник Мексика.
Био један од најистакнутијих председника у послератној историји Мексика. Покушао је да постане лидер такозваног „трећег света“, земаља које нису биле у савезу ни са САД ни са СССР-ом током Хладног рата.
Умро је у свом дому у Куернаваки 8. јула 2022. године.